# Kastell Regulbium

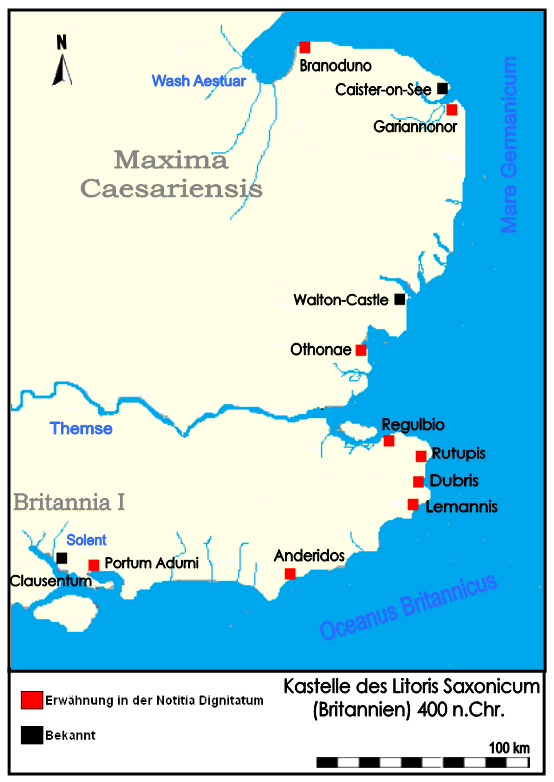
Die Sachsenküstenkastelle um 400 n. Chr.

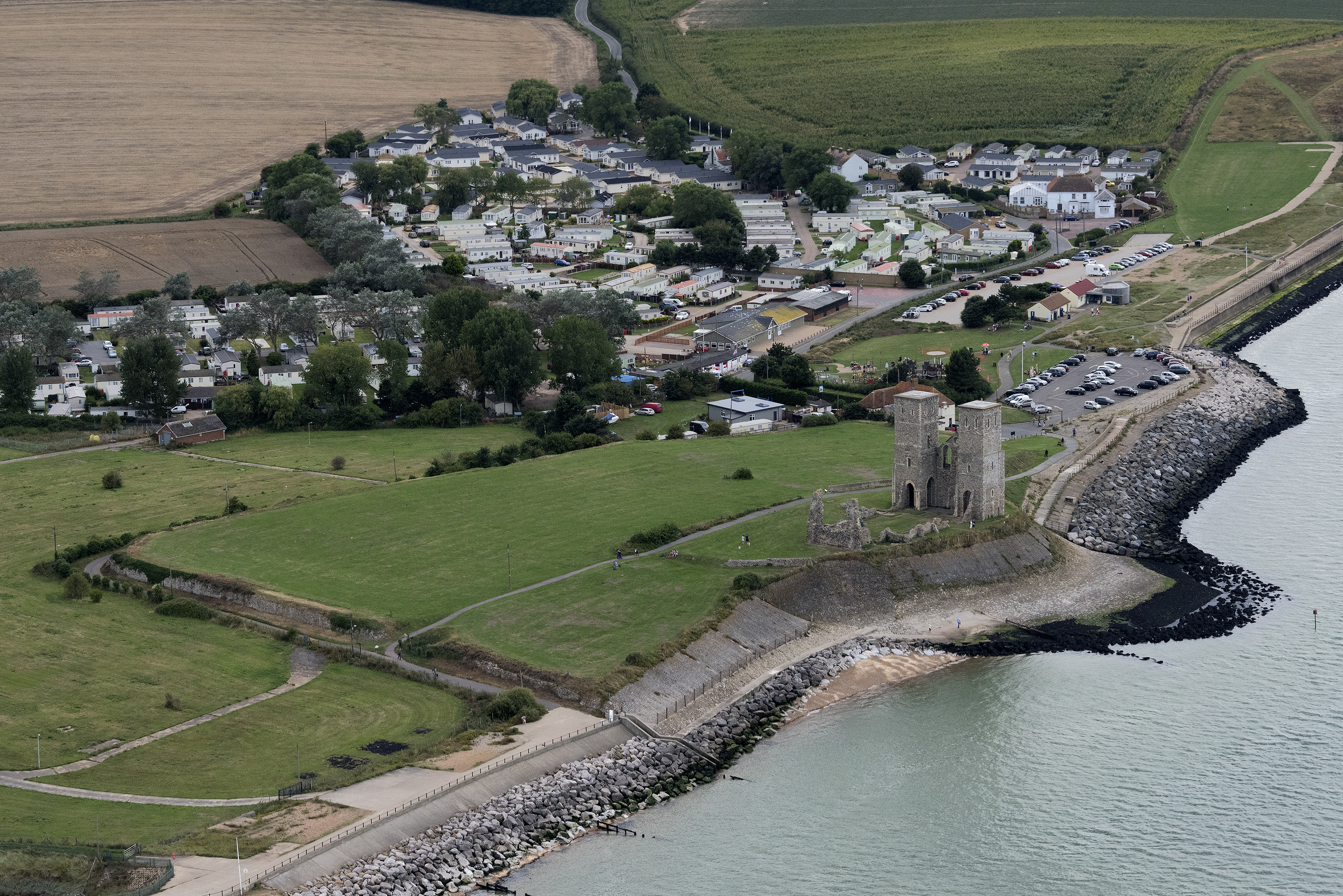
Gelände des ehemaligen römischen Kastells, im Vordergrund die Türme der Ruine der Marienkirche

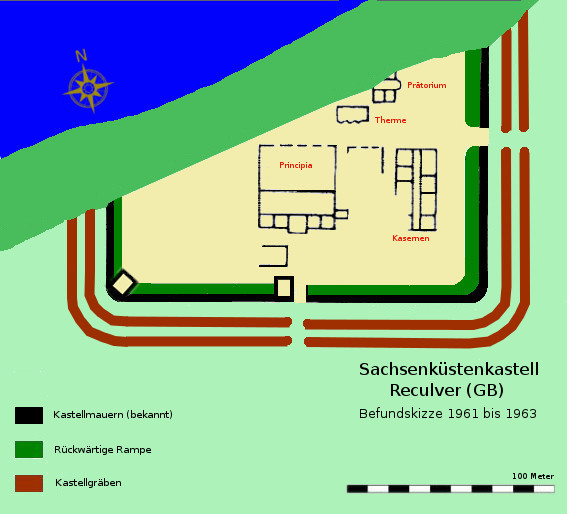
Plan des Kastells

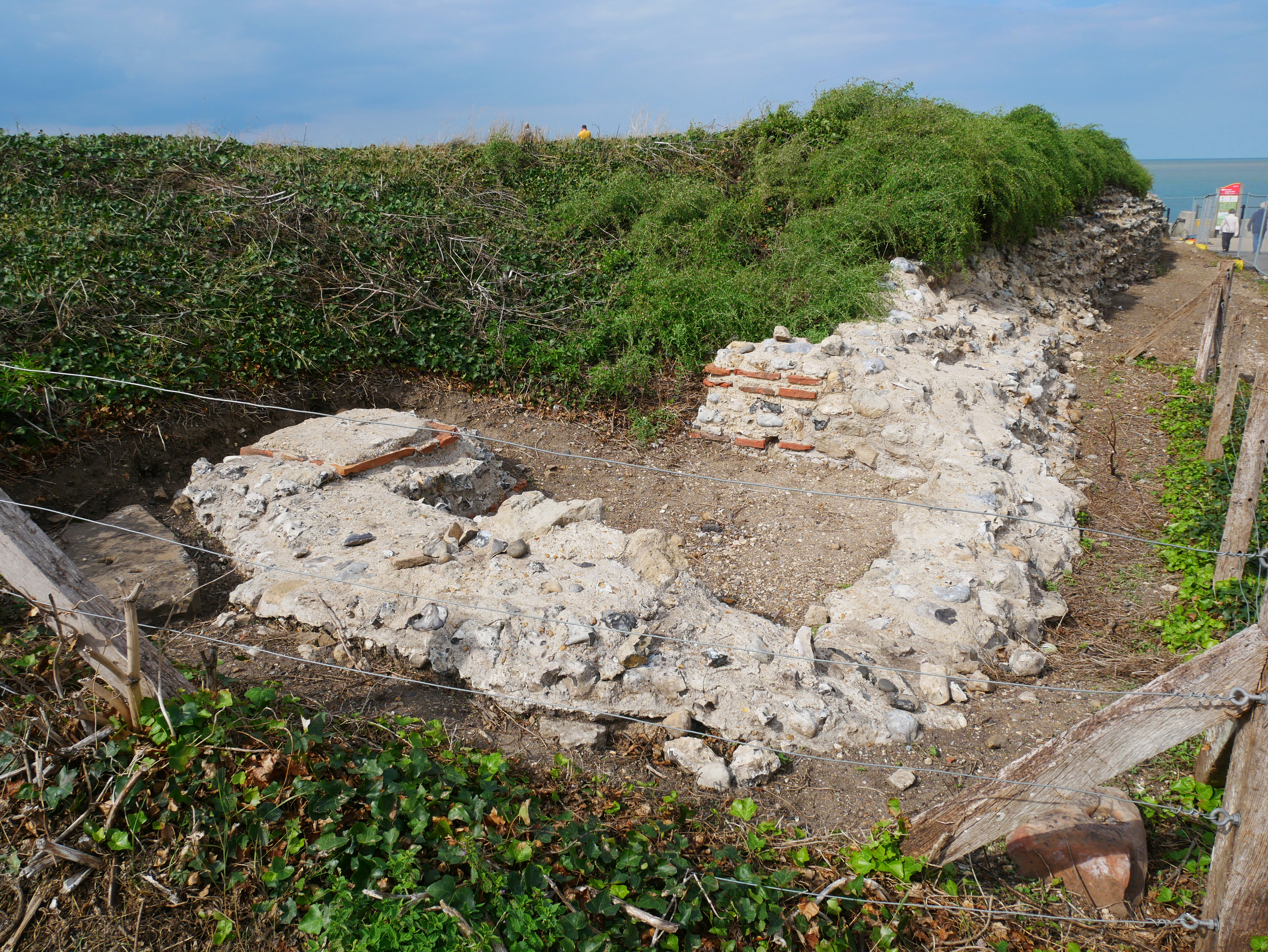
Überreste des Osttores (Nordturm)

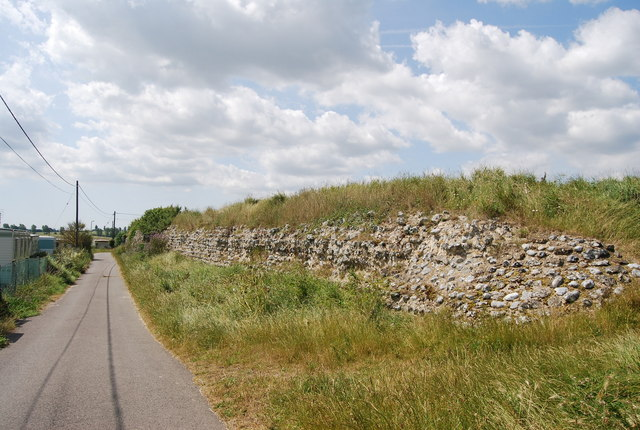
Überreste der Ostmauer

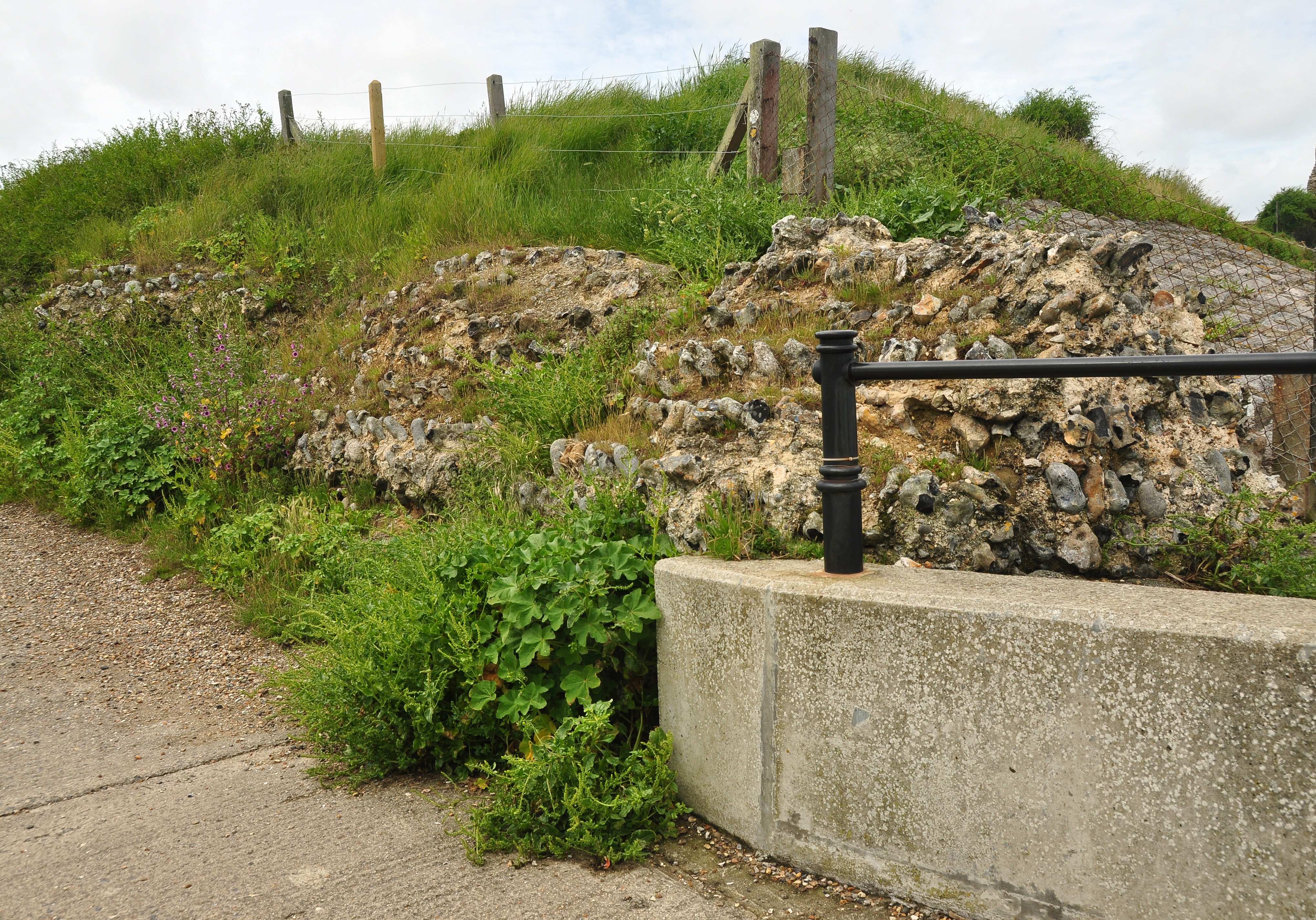
Überreste der NO-Ecke

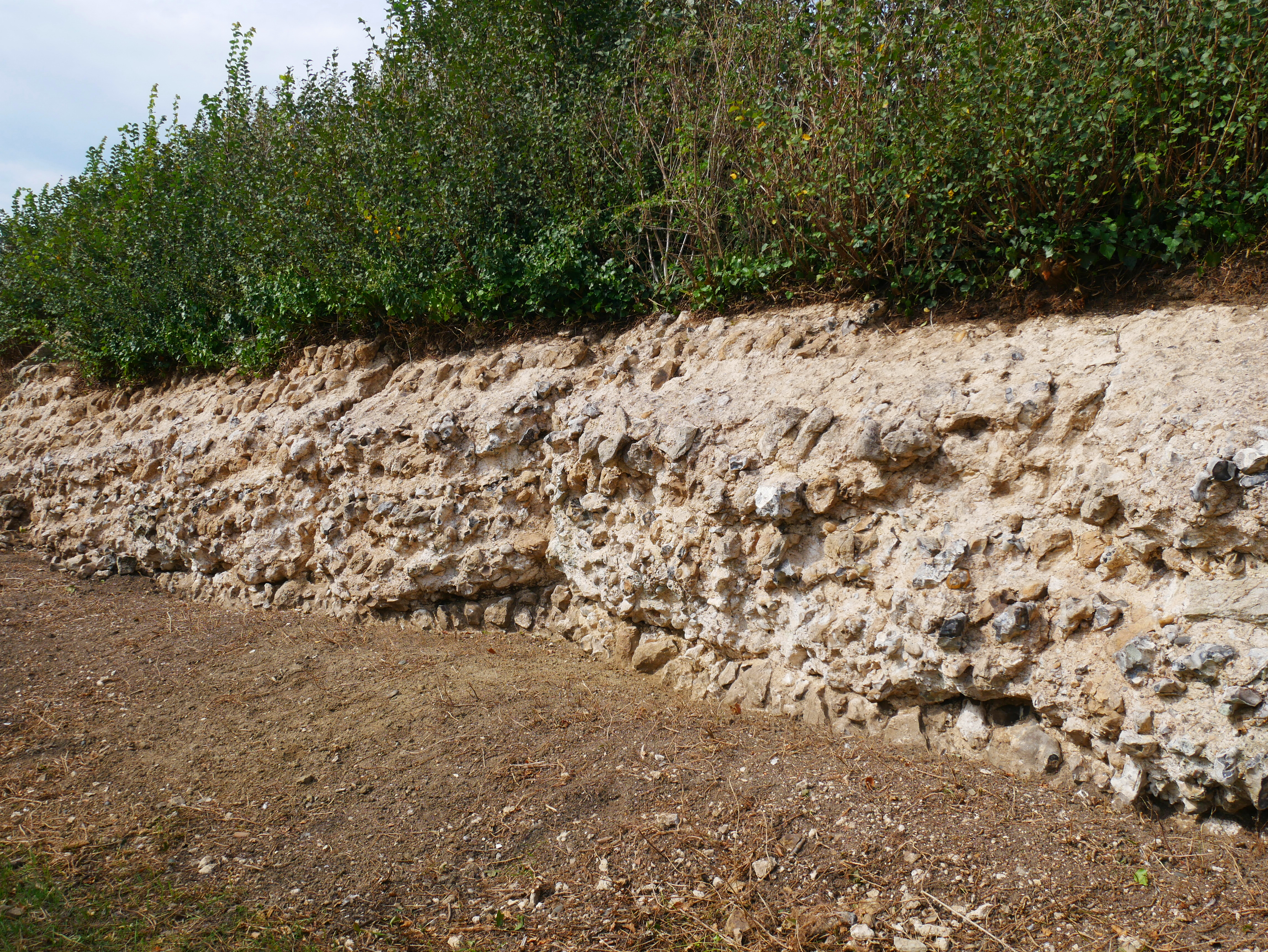
Überreste der Südmauer

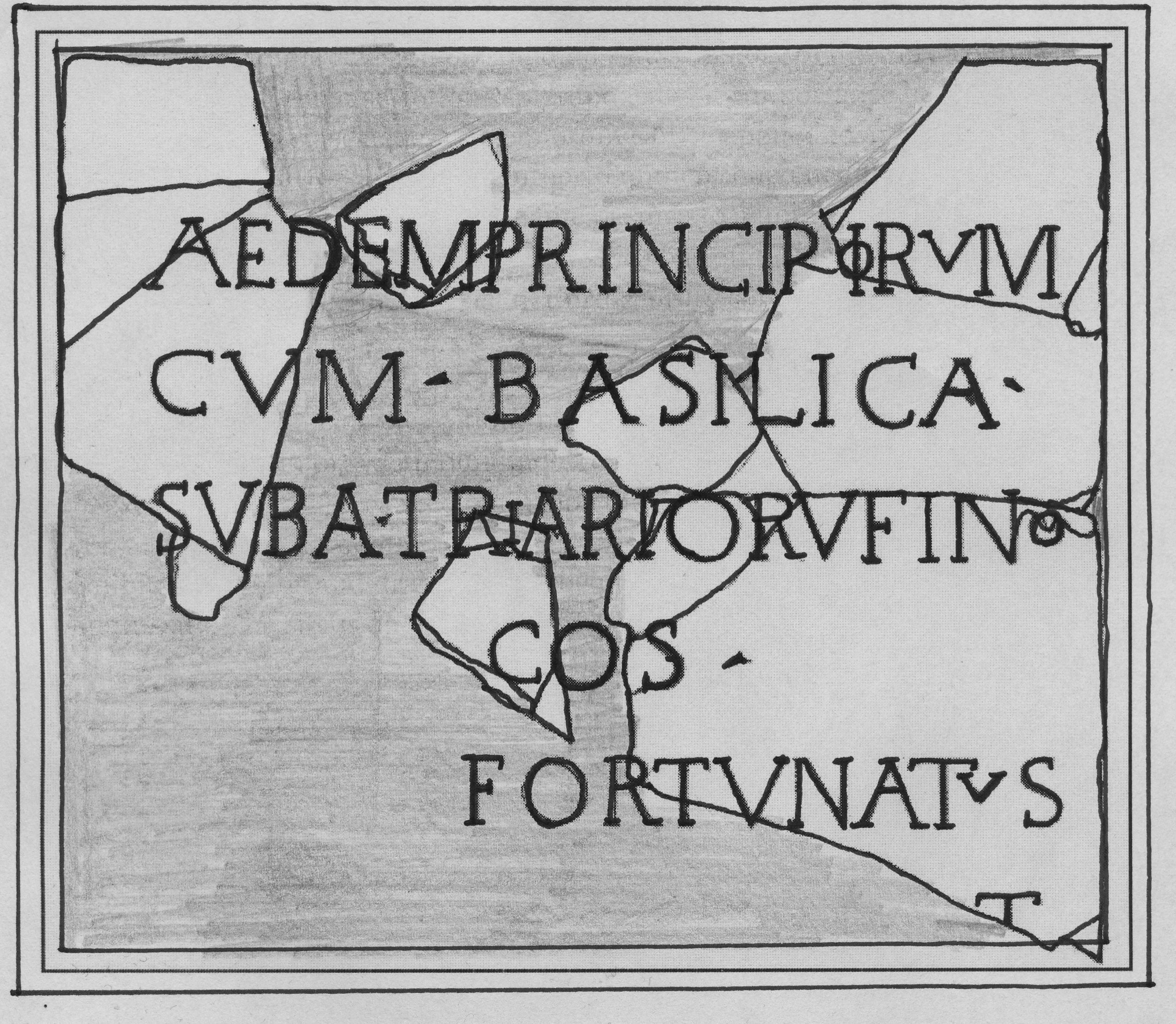
Skizze der Bauinschrift aus den Principia

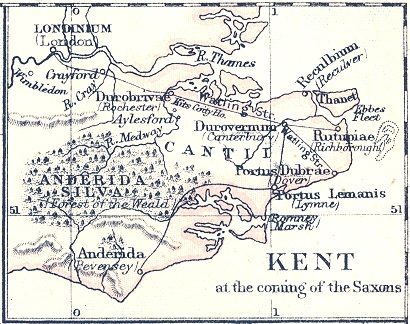
Lage von Regulbium am nördlichen Ende des ehemaligen Wantsum Channels in der Nähe der Themsemündung

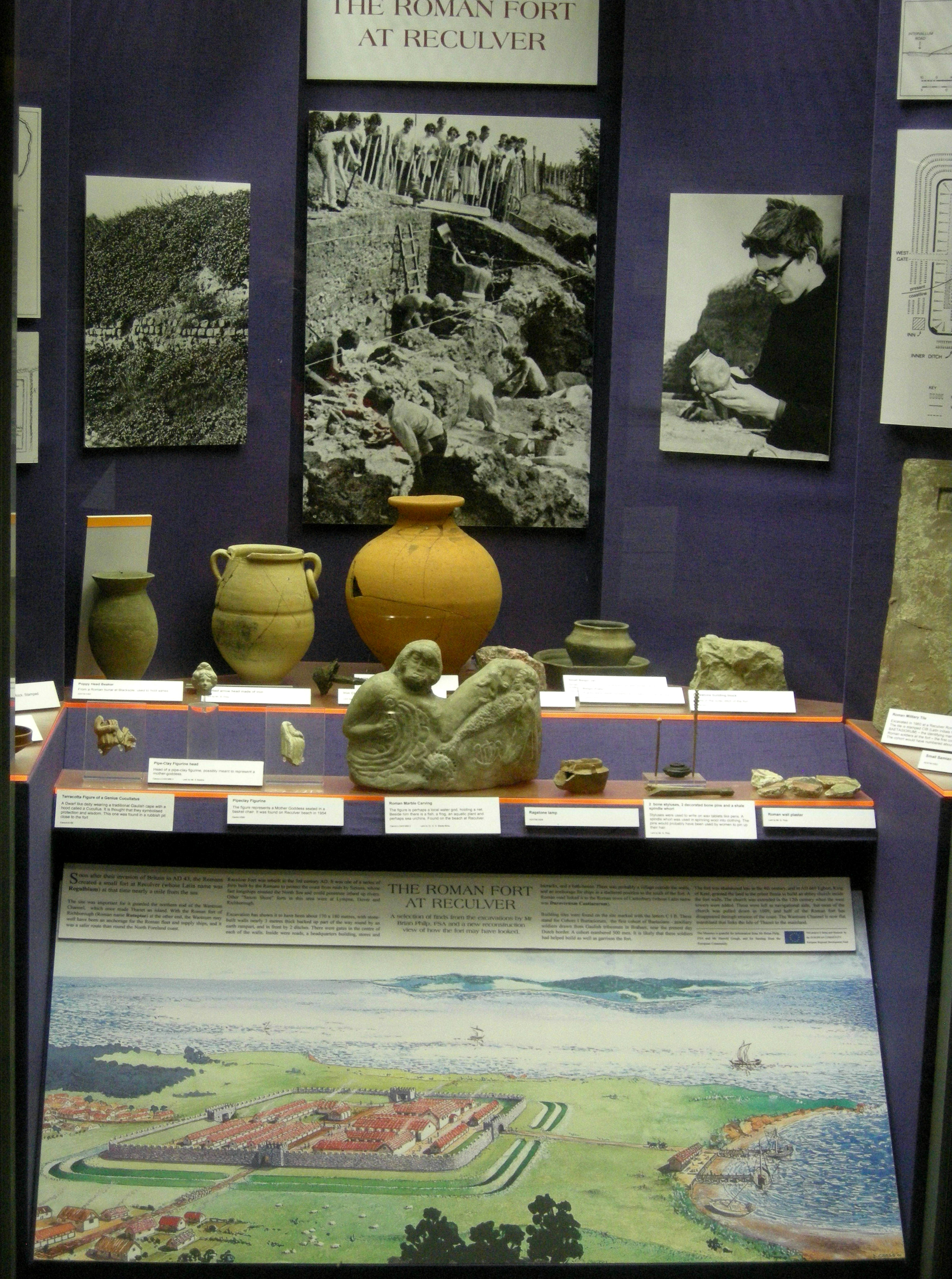
Funde und Rekonstruktionszeichnung im Herne Bay Museum

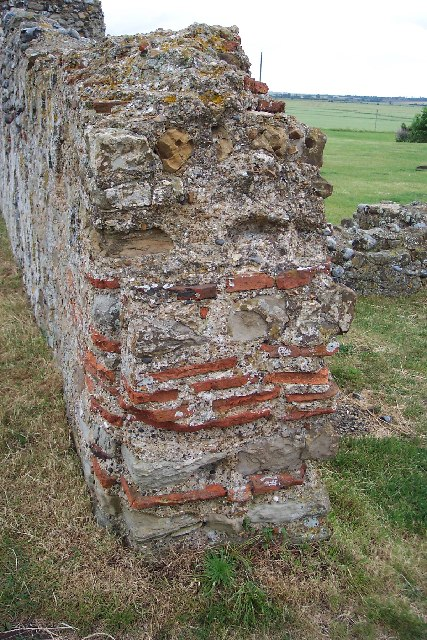
Mauerrest der St. Mary’s Church mit römischen Ziegeln

Regulbium war Bestandteil der Kastellkette an der britischen Sachsenküste (SK) in England, an der nördlichen Küste der Grafschaft Kent, Distrikt City of Canterbury beim ehemaligen Reculver, einem seit dem 19. Jahrhundert wegen Erosion abgesiedelten Dorfs, zwei Kilometer östlich von Herne Bay.
Seine Reste wurden erstmals schriftlich im 19. Jahrhundert erwähnt und zwischen 1952 und 1968 von Archäologen freigelegt. Bisher einzigartig bei den Sachsenküstenbefestigungen konnte dort auch eine Bauinschrift geborgen werden, die eine exakte Datierung des Kastells ermöglichte. Ab dem 3. Jahrhundert war es in die Kastellkette des Litus Saxonicum (Sachsenküste) integriert. Das Kastellgelände, im Mittelalter u. a. auch mit einem Kloster überbaut, ging Anfang des 19. Jahrhunderts größtenteils durch Küstenerosion verloren. Heute sind nur noch einige Mauerreste des Kastells und die Ruine der Marienkirche zu sehen.

## Name
Der Name des Kastells stammt aus dem Keltischen und bedeutet „an der Landspitze“ oder „große Landzunge“. Er ist bisher nur aus der Notitia Dignitatum (ND) (Regulbio) bekannt. Im Altenglischen wurde daraus Raculf, auch Raculfceastre. Daraus entwickelte sich das heutige Reculver. Reculver wird im Frühmittelalter, in einem Dokument aus dem Jahr 669, als Raculfmynster und in einer Urkunde von 784, als Raculfceaster bezeichnet. Raculfceastre enthält das altenglische ceaster (engl.: chester), das vielfach auf eine römische Siedlung oder ummauerte Stadt zurückgeht. In der angelsächsischen Chronik des 12. Jahrhunderts taucht der Ort als Raculf wieder auf.

## Lage
Seit der Spätantike hat sich die Küstenlinie stark verändert und die heutige Landschaft – oder auch „die große Halbinsel“ – hat nur mehr wenig mit der in römischer Zeit gemein. Thanet war noch eine durch den Wantsumkanal vom Festland abgetrennte Insel. Das Kastell stand damals etwa einen Kilometer von der Küste entfernt, auf den sog. Thanet Beds, deren sandiger, mit Lehm durchsetzter Boden durch die Brandung sehr schnell erodiert und im Laufe der Zeit schon das halbe Kastell mit sich ins Meer gerissen hat. Das Festland nördlich der Befestigung ist heute zum großen Teil verschwunden. Der Wantsumkanal hingegen ist im Laufe der Zeit fast völlig verlandet. Das Kastell stand auf einem niederen Hügel an der nordöstlichsten Landspitze von Kent. Von dort aus hatte man nach allen Seiten eine gute Sicht auf das Umland und die Küste.

## Entwicklung
24 Münzen aus der Zeit des Tiberius und Nero sprechen für eine Nutzung des Ortes durch die Römer seit dem 1. Jahrhundert. Wahrscheinlich ließen die Römer 43 n. Chr. hier einen Teil ihrer Invasionsarmee anlanden und bauten danach den Platz durch Anlage eines kleinen Holz-Erde-Kastells zu einem befestigten Brückenkopf aus. Danach legte man eine Straße nach Canterbury, etwa 13,7 km südwestlich an, was die Anwesenheit der Römer in Reculver von diesem Zeitpunkt an nachweist. Der Stützpunkt wurde später zunächst als Leuchtfeuer und Signalstation benutzt, da er an einer dafür günstigen Position am Ufer des Wantsum Kanal und in der Nähe der Mündungen der Themse und des Medway lag. Die Gründung des Steinkastells erfolgte am Ende des 2. oder frühen 3. Jahrhunderts. Diese Annahme stützt sich vor allem auf eine Inschriftentafel aus dem Fahnenheiligtum (siehe unten). Die Datierung der Inschrift in das frühe 3. Jahrhundert deckt sich auch mit den Funden (u. a. der Keramik), die vor allem 1957, aber auch in späteren Grabungen rund um das Kastell gemacht wurden.
Regulbium sicherte die nördliche Einfahrt zum Kanal, der damals noch eine stark befahrene Schiffspassage war, und damit auch die für den Schiffsverkehr wichtige Mündung der Themse. Sein südliches Ende überwachte die Besatzung des Kastells von Rutupiae. Wahrscheinlich diente es auch als Hafen und Versorgungsbasis der Kanalflotte. Während der Existenz des britannischen Sonderreiches war es wohl auch Aufgabe der Besatzung, diesen Abschnitt der Küste gegen eine Invasion der römischen Zentralregierung zu verteidigen.
Aufgrund der zunehmenden Gefährdung durch sächsische und fränkische Piraten vom Kontinent organisierte Carausius, Gründer und Herrscher (Usurpator) des sog. „Britischen Sonderreiches“, um das Jahr 287 die Verteidigung der britischen Kanalküste neu. Durch Neu- oder Umbau schon bestehender Anlagen schufen er und sein Nachfolger Allectus nach und nach eine dichte Kette aus tw. stark befestigten Kastellen, in die auch Regulbium einbezogen wurde. Das Kastell war danach für ca. 150 Jahre von der römischen Armee besetzt. Auch die Funde vom Kastellareal zeigen, dass am Ende des 3. Jahrhunderts größere Bauaktivitäten festzustellen sind, deren Ursache wohl die Überfälle sächsischer Seeräuber und Plünderer auf die britische Kanalküste waren. Kurz nach seiner Fertigstellung wurde das Kastell aber offenbar wieder verlassen, wie lange es leer stand, ist unbekannt.
Im Umfeld von zwei ausgegrabenen Kasernen im nördlichen Sektor wurden ca. 100 Münzen aus dem Zeitraum von 270 bis 300 geborgen. Dies hängt, nach Ansicht des Ausgräbers, vielleicht mit der zeitweisen Abwesenheit der Garnison und dem damit verbundenen Verfall ihrer Kasernen zusammen. Möglicherweise wurde das Kastell erst um 296, nach dem Untergang des Britannischen Sonderreiches (siehe Carausius), unter Constantius I. wieder mit einer Besatzung belegt. Schon ab der ersten Hälfte des 4. Jahrhunderts nehmen die militärischen Aktivitäten wieder merklich ab. Die Münzfunde zeigten außerdem, dass das Kastell nach 360 vom Militär offenbar wieder aufgegeben und entweder der Zivilbevölkerung oder Neusiedlern bzw. Einwanderern überlassen wurde.
Nach Abzug der Römer diente das Kastell vorübergehend als Residenz der angelsächsischen Könige von Kent, einer von ihnen, Ecgberht I., ließ hier u. a. eine Kirche errichten. Im Jahr 669 vergab Ecgberht das Land bei Reculver an einen Geistlichen namens Bass, der dort ein Kloster gründete. Im Jahr 679 übertrug König Hlothhere Ländereien bei Westanae (Isle of Thanet), in Sturry (bei Canterbury) und das Kloster von Reculver an den Abt Beorhtwald. Diese – von den Benediktinern geführte – Abtei wurde später als St. Mary’s Church of Reculver bekannt; ihre charakteristischen Doppeltürme (lange eine wichtige Landmarke für die Schifffahrt im Kanal) wurden im 12. Jahrhundert erbaut.

## Kastell
Das Kastell wurde erstmals im 19. Jahrhundert von Charles Roach erwähnt. Die Archäologen um Brian Philp konnten anhand der Grabungsergebnisse in den 1960er Jahren im Kastell mehrere Bauphasen unterscheiden.

### Holz-Erde-Kastell
Dessen Ost- und Südseite konnte zwischen 1961 und 1963 innerhalb des späteren Sachsenküstenkastells lokalisiert werden. Die Ostseite des claudischen Holz-Erde-Kastells wurde stark von späteren Gebäuderesten überlagert. Es war von zwei Wehrgräben, der innere y- und der äußere v-förmig, umgeben. Der äußere Graben wurde scheinbar schon in der Antike bald vernachlässigt und nicht mehr regelmäßig gereinigt, weswegen er teilweise mit Lehmablagerungen und Schlamm verfüllt war, die Keramikscherben unterschiedlicher Zeitperioden enthielten. Der Graben verlief noch weiter Richtung NW, sodass die Ausgräber annahmen, dass der Nordwall unter einer Gruppe von Landhäusern, einer spätantiken Therme und einem mittelalterlichen Friedhof zu suchen ist.

### Steinkastell
Von diesem Kastell ist heute nicht mehr viel zu sehen, nur die stark von Vegetation überwucherten Überreste des Süd- und des Ostwalles sind noch erkennbar. Von ihnen blieb die Südmauer am besten erhalten. Sie ist durch eine abgerundete Ecke mit der Ostmauer verbunden, deren vorgelagerte zwei Wehrgräben ebenfalls noch ansatzweise zu erkennen sind. Diese Bauweise ist typisch für Kastelle des frühen 3. Jahrhunderts, die meist noch im traditionellen Stil der frühen und mittleren Kaiserzeit (Spielkartenform) ausgeführt worden sind.

#### Umwehrung und Gräben
Die Umwehrung war ursprünglich etwa 4,5 m hoch, an der Basis 3 m dick und verjüngte sich nach oben bis auf 2,4 m. Sie umfasste ursprünglich wohl ein Areal von ca. 3,06 ha. Im Kern besteht sie aus gemörtelten schwarzen Flint- (Feuerstein), der u. a. auf der Insel Thanet gebrochen wurde, und Kieselsandstein. Weiteres Baumaterial für das Kastell wurde offensichtlich aus der Gegend um Bishopstone Glen (zwischen Reculver und Herne Bay) herangeschafft. Der Kieselsandstein stammt wahrscheinlich aus der Region Maidstone. Die Mauern waren ursprünglich an ihrer Vor- und Rückseite mit Kalksteinblöcken ("Ragstone") verkleidet. Davon ist aber bis heute nur noch wenig erhalten geblieben. Sichtbar ist meist nur mehr der Mauerkern, der abschnittsweise noch bis auf eine Höhe von 2,6 m erhalten ist. Die nördliche Mauer ist zusammen mit Teilen der östlichen und dem größten Teil der westlichen Mauer im Laufe der Jahrhunderte durch Unterspülung des Terrains in die See gestürzt. An der Ostmauer sind noch nachträglich durchgeführte Ausbesserungen zu erkennen. Dort wurden auch Überreste eines Brennofens gefunden. Eine rückwärtig angeschüttete Erdrampe stabilisierte die relativ schmale Ringmauer und diente gleichzeitig als Wehrgang. Das Kastell wurde im Laufe der Zeit durch Steinraub, hier insbesondere die Südwestecke, zerstört. In der Ruine der Marienkirche finden sich eine große Menge römischer Ziegel die noch von den Kastellgebäuden stammen.
Zusätzlich umgaben noch zwei Spitzgräben das Kastell, der innere war 2,7 m tief und 7,9 m breit, der äußere hatte eine Tiefe von ca. 2 × 5 m.

#### Türme und Tore
Der Eingang zum Lagerhauptquartier befand sich an der Nordseite, was darauf hinweist, dass sich auch das Haupttor (porta praetoria) des Kastells an der Nordumwehrung befand, gegenüber der Landspitze und der Küste. In der Mitte der West- und Ostmauer befand sich ebenfalls je ein Tor. Durch die ca. 2,7 m breite Durchfahrt des Osttores gelangte man auf die ehemalige Lagerhauptstraße (via principalis). Nach Passieren des Tores kann man an der rechten Seite noch die stark überwucherten Fundamente eines Wachhauses sehen. Nur ein einziger, innen angesetzter Turm konnte in der Südwestecke nachgewiesen werden. Da keine – für die Spätantike typischen – vorkragenden U-Türme festgestellt werden konnte, dürfte es mit ziemlicher Sicherheit, neben dem in Branchaster, zu den frühesten Steinkastellen an der Sachsenküste zählen.

### Innenbauten
Bei der Ausgrabung im September 1968 beschäftigte man sich vor allem mit den Planquadraten östlich der Principia, dem Stabsgebäude, und südlich der Via principalis, die einst die beiden Tore an den Flanken des Kastells im Lagerinneren verband. Doch durch die schon sehr weit fortgeschrittene Erosion der Küste kann aber über die Innenbebauung nicht viel gesagt werden.
Man fand die Reste der Principia, mit unterkellertem Fahnenheiligtum (Aedes principiorum), die Fundamente einer Querhalle (Basilica), Mauerzüge des Kommandantenhauses (Praetorium) bzw. eines Badegebäudes mit Hypokaustenheizung und einer Doppelkaserne. Bei Stichgrabungen entlang der geschotterten Überreste der Via principalis, Via praetoria und Via sagularis machte man ebenfalls zahlreiche Entdeckungen. Die in Steinbauweise errichteten Principia lagen nach klassischer Manier im Mittelbereich des Kastells. Diese Baustrukturen wurden von Archäologen zusammen mit vermutlichen Offiziersquartieren, Kasernen und einen Badehaus gefunden. Ein römischer Ofen, den man 61 m südöstlich des Lagers fand, wurde vermutlich zur Trocknung von Getreide und Fisch genutzt. Seine Brennkammer maß etwa 4,9 m × 4,8 m.
In der ersten Hälfte des 4. Jahrhunderts dürfte der Großteil der Innenbebauung noch aus Holzgebäuden bestanden haben, da in der Brandschicht der westlichen Kaserne Pfostenlöcher nachgewiesen werden konnten, die nicht den vorangegangenen Bauschema folgten.

#### Gebäude SW
Als die Umwehrung des Steinkastells errichtet wurde, plante man auch den Bau eines größeren Gebäudes im SW-Sektor des Lagers. Seine Fundamente bestanden aus mehreren festgestampften Lagen von Kieselsteinen, die man am offenbar an den Stränden der näheren Umgebung gesammelt hatte. Später konnten auch seine SO-Ecke und die Westwand untersucht werden. Dabei konnten keine Hinweise dafür gefunden werden, dass der Bau jemals fertiggestellt bzw. über das Stadium der Fundamentierung hinausgekommen war. Brian Philp nimmt an, dass dieser Umstand mit einer zeitweisen Aufgabe des Kastells, für die auch noch andere Befunde aus dem Lagerinneren sprechen, im Zusammenhang steht.

#### Kasernen
Der ursprüngliche Bauplan muss danach geändert worden sein, da nun stattdessen im Nordsektor zwei größere Gebäude hochgezogen wurden. Die Böden dieser Bauten bestanden aus einer Schicht Stampflehm, über die ein in den massiven Fundamenten verankerter Holzrost zur Befestigung der Bodenbretter gelegt wurde. Die Wände zumindest eines der beiden Kasernen waren verputzt und bemalt, das Dach mit schweren Ziegeln gedeckt. Offenbar dienten sie als Mannschaftsunterkünfte für höhere Dienstgrade oder Spezialisten, da sie in unmittelbarer Nachbarschaft der Principia standen. Die östlich gelegene Kaserne war offensichtlich schon stark verfallen als sie schließlich (vielleicht von Neusiedlern) niedergebrannt wurde.

## Signalstation
Ein quadratisches Bauwerk etwas außerhalb des Kastells diente wahrscheinlich als Signalstation oder eventuell auch als Leuchtturm. Es stand an der nördlichen Einfahrt zum Wantsum-Kanal und unterstreicht damit auch die große Bedeutung dieser Wasserstraße für die Nachschubtransporte der römischen Armee in Britannien. Funde, die seine zweifelsfreie zeitliche Einordnung bestätigen könnten, wurden zwar nicht geborgen, aber vor Ort gefundene Münzen aus der Regierungszeit des Tiberius und des Nero lassen annehmen, dass hier spätestens seit 65 n. Chr. eine Militärstation bestand.

## Bauinschrift
Die römische Inschriftentafel von Reculver zählt zu den bemerkenswertesten Funden an der Sachsenküste, da sie die bisher einzig bekannte ist, die Baumaßnahmen an einem Kastell des Wash-Solent-Limes belegen. Allgemein wird sie als die Bauinschrift des Kastells angesehen, sie berichtet jedoch nur von der Fertigstellung der Kommandantur, eines der wichtigsten Funktionsgebäude des Kastells. Die ersten der elf Bruchstücke der Bauinschrift wurde im September 1960 unter dem Fahnenheiligtum der Principia entdeckt. Ihre Buchstaben waren ursprünglich mit roter Farbe ausgemalt. Wahrscheinlich war sie an der Stirnwand des Sacellums angebracht gewesen, bevor sie bei der Zerstörung des Gebäudes in den Keller des Fahnenheiligtums hinabstürzte. Nach Vergleich und Zusammensetzung der Fragmente konnten von Ian Archibald Richmond etwa ¾ des ursprünglichen Textes rekonstruiert werden:

„Aedem p[rinci]piorum / cu[m b]asilica / su[b A(ulo) Triar]io Rufino / co(n)s(ulari)) / [--- Fo]rtunatus / [---]it

Das Fahnenheiligtum mit der Querhalle, unter Aulus Triarius Rufinus, consul(ar) […] Fortunatus […] hat dies gestiftet.“

Nach seiner Interpretation des Textes wurden die Principia, das Fahnenheiligtum (Aedes principiorum) und die dem Heiligtum vorgelagerte Querhalle (Basilica) unter der Regierung des Statthalters Triarius Rufinus erbaut. Überwacht wurden die Arbeiten von einem gewissen Fortunatus, wahrscheinlich der damalige Kommandeur des Kastells. Triarius Rufinus war der Konsul des Jahres 210, Richmond glaubt, dass er sein Amt als britannischer Statthalter irgendwann in den Jahren zwischen 210 und 216 antrat.
Richard Harper und die neueste Edition im Corpus der britischen Inschriften vertreten jedoch die Meinung, dass es sich bei dem in der Inschrift genannten Statthalter um Quintus Aradius Rufinus handelt, der vermutlich um 220 dieses Amt innehatte (su[b A]r[ad]io Rufino). Erwähnenswert wäre außerdem, dass dieser Text der früheste bekannte ist, in dem die Bezeichnungen Aedes principiorum für das Fahnenheiligtum und Basilica für einen militärischen Hallenbau verwendet werden.

“this [was] the first time the inscribed phrase aedes principiorum [could] be … identified with the official shrine of [a Roman military] headquarters building, hitherto unmentioned in any inscription … [It was] also the first certain … application of the name basilica to [this element of the building]." (dt.:„dies [war] das erste Mal, dass die eingravierte Wortfolge aedes principiorum (…), die bisher nicht in irgendeiner Inschrift erwähnt worden war (…), an einem offiziellen Schrein [eines römischen Militär]hauptquartiers identifiziert werden [konnte]. [Es war] auch die erste sichere (…) Anwendung des Namens basilica für [dieses Bauelement].“)

--Ian Richmond: The Antiquaries Journal. 1961., zitiert in

## Garnison
| Zeitstellung                  | Truppenname                                               | Bemerkung | Abbildung |
| ----------------------------- | --------------------------------------------------------- | --- | --------- |
| 4. bis 5. Jahrhundert n. Chr. | Cohors prima Baetasiorum (die erste Kohorte der Baetasii) | Die Besatzungstruppe, die das Kastell wahrscheinlich auch erbaut hat, ist für diesen Standort nur aus der Notitia Dignitatum und von Ziegelstempeln bekannt. Laut der ND versah in der Spätantike diese Kohorte – die unter dem Kommando eines Tribunen stand und der Armee des Comes litoris Saxonici per Britanniam angehörte den Wachtdienst in Regulbium. Vermutlich war sie schon seit der frühen Kaiserzeit in Britannien stationiert. Es handelte sich um eine cohors peditata quingenaria, d. h. eine Infanterieeinheit mit einer nominellen Mannschaftsstärke von 500 Mann. Ihre Angehörigen wurden ursprünglich aus dem niedergermanischen Stamm der Baetasii – der die Gebiete zwischen den Mündungen von Maas und Rhein besiedelte – rekrutiert. Verwaltungsmittelpunkt ihres Territoriums war das Legionslager Novaesium, heute die Stadt Neuss in Deutschland. Außer für Regulbium konnte die Einheit auch anhand von Inschriften in den Stützpunkten Maryport, Alauna, an der Westküste von Cumbria, am Hadrianswall (spätes 2. Jahrhundert) und in Bar Hill am Antoninuswall aus der Zeit der zweiten Okkupation des Walles nachgewiesen werden (unter Septimius Severus). |           |
| 3. bis 5. Jahrhundert n. Chr. | Classis Britannica                                        | Wahrscheinlich waren hier auch Marinesoldaten und Mannschaften der Kanalflotte stationiert, die wohl als Küstenwache eingesetzt wurden und Piraten und Plünderer von den friesischen Inseln und der Nordsee abwehren sollten. Insgesamt konnten in Reculver sechs, mit der Buchstabenfolge CIB gestempelte Dachziegel geborgen werden. |           |

## Hafen
Die Lage der Kaianlagen ist bis dato unbekannt geblieben. Überreste konnten nicht gefunden werden. Man nimmt an, dass sich der Hafen an der Ost- oder Südseite des Kastells befunden hat.

## Zivilsiedlung
Rund um das Kastell konnten auch Spuren einer Zivilsiedlung nachgewiesen werden. Das Lagerdorf (vicus) lag an der Nord- und Westseite des Lagers. Das Areal wurde zum größten vom Meer weggespült. Es dürfte sich um eine größere Siedlung gehandelt haben, deren verbautes Areal mehrere Hektar Land bedeckte. 1936 beobachtete R. F. Jessup ein römisches Gebäude mit einem Hypocaustum und einem gepflasterten Boden, das nördlich des Kastells stand. Dieses Gebäude wurde im 17./18. Jahrhunderts auch von John Battely beschrieben. Vermutlich die Reste eines extramuralen Badehauses, das in der Frühzeit des Kastells entstanden war. Battely berichtete auch von „mehreren Zisternen“, zwischen 3,0 und 3,7 m² groß mit Eichenplanken verschalt und am Boden mit Lehm versiegelt. Seiner Meinung nach dienten sie zur Speicherung von Regenwasser. In einer ähnlichen Zisterne fand man eine römische Strigilis, wie sie in Badehäusern verwendet wurde. Battely vermutete deshalb: „…da so viele [Zisternen] entdeckt worden wäre, dass – zumindest denken wir das – dies beweist, das die ehemaligen Bewohner dieses Ortes sehr zahlreich waren.“ Im 20. Jahrhundert wurden insgesamt zwölf dieser römischen Brunnen, zehn davon mit rechteckigen Schächten, westlich des Forts nachgewiesen. Alle waren bis in die harten Sandsteinschichten unter dem weicheren Sandstein der Thanet Beds getrieben worden um den Grundwasserspiegel zu erreichen. Die römischen Fundschichten des Vicus erstrecken sich bis zu 340 m westlich des Kastells und datierten aus der Zeit zwischen 170 und 360, was ungefähr mit der Nutzungsdauer des Kastells übereinstimmt.

## Kinderskelette
Im Lagerbereich wurden die Überreste von zehn Kinderleichen entdeckt, alle noch im Säuglingsalter verstorben. Fünf der Skelette wurden in Gebäudefundamenten oder deren Mauern gefunden, zusammen mit Münzen aus der Zeit von 270–360 n. Chr. Man nahm an, dass man noch weitere derartige Funde in den Gebäuden im südwestlichen Bereich des Forts machen würde, wenn dort zukünftig weitere Ausgraben durchgeführt werden. Die Babys wurden vermutlich dort im Zuge eines Opferrituals begraben. Es ist heute nicht mehr feststellbar, ob sie bereits tot waren – evtl. handelte es sich sogar um Totgeburten – als sie dort bestattet wurden, ob sie noch lebend begraben oder für das Opferritual umgebracht wurden.

## Hinweise
Die über 24.000 Kleinfunde aus dem Kastellbereich und seiner Umgebung werden im Herne Bay Museum und in Dover Castle aufbewahrt. Das Kastellgelände steht unter dem Schutz des English Heritage.